# Greenville (Georgia)
Greenville è una città degli Stati Uniti d'America, situata in Georgia, nella Contea di Meriwether, della quale è il capoluogo.